# Senecio cinerarioides
Senecio cinerarioides es una planta de la familia de las asteráceas, nativa de México.

## Descripción
Es un arbusto muy frondoso y ramificado desde la base, de 1 a 3 metros de alto, alcanzando algunos ejemplares los 4.5 metros. Los tallos son medulosos y quebradizos, con tomento blanco de densidad variable. Las hojas son sésiles, angostamente lanceoladas u oblongo-lanceoladas, de unos 15 cm de largo y hasta 2 de ancho; ápice agudo o acuminado, borde entero o denticulado, con el haz glabro a tomentuloso y el envés con un denso tomento blanco. La inflorescencia en forma de panícula contiene numerosas cabezuelas radiadas y pediceladas, de involucro campanulado o subcilíndrico. El capítulo está conformado por alrededor de una docena de flores liguladas y medio centenar de flores del disco, todas amarillas. El fruto es una cipsela claviforme o subcilíndrica de 2 mm de largo, de color marrón o verdoso, provista con un vilano de cerdas blancas.

## Distribución y hábitat
Senecio cinerarioides es una planta endémica del Eje Neovolcánico de México. Se ve favorecida por el disturbio, de modo que forma parte de la vegetación secundaria derivada de bosques mixtos o de coníferas, por encima de los 2400 metros sobre el nivel del mar. Es común encontrarla en flor en el primer tercio del año, al borde de caminos en laderas volcánicas de clima semifrío.

## Taxonomía
Senecio cinerarioides fue descrita en 1818 por Carl Sigismund Kunth en Nova Genera et Species Plantarum folio ed. 4: 144.

### Etimología
Senecio: nombre genérico del latín sĕnĕcĭo, -ōnis, "anciano", por los vilanos blancos del fruto que recuerdan a una cabeza canosa.
cinerarioides: epíteto específico del latín cinerarius, -a, -um, "de la ceniza", con la terminación -oides, "similar a"; dado por su parecido con Senecio cineraria DC., sinónimo de Jacobaea maritima.

### Sinonimia
- Cineraria erucifolia Viv. ex Illar.[3]

## Nombre común
Jarilla blanca, rosa de San Juan.